# Андростандиол
Андростандиол или 3α-андростандиол (часто сокращенно 3α-диол), также известный как 5α-андростан-3α,17β-диол, является эндогенным ингибирующим андростановым нейростероидом и слабым андрогеном, а также основным метаболитом дигидротестостерона (ДГТ). Как нейростероид, он действует как мощный положительный аллостерический модулятор рецептора ГАМК, и было обнаружено, что он имеет эйфоризирующий, анксиолитический, просексуальный и противосудорожный эффекты. Поскольку известно, что андрогены, такие как тестостерон и ДГТ, обладают многими такими же эффектами, что и 3α-диол, и превращаются в него in vivo, считается, что это соединение может частично отвечать за указанные эффекты. Относительно его изомера 3β-андростандиола, который является мощным эстрогеном, 3α-андростандиол имеет существенно более низкое, хотя все еще значительное сродство к рецепторам эстрогена, с несколько-кратным предпочтением ЭРβ по сравнению с ЭРα. Он имеет приблизительно 0,07 % и 0,3 % сродства эстрадиола к ЭРα и ЭРβ соответственно.
Перорально активный синтетический аналог 3α-андростандиол, 17α-этинил-5α-андростан-3α, 17β-диол (HE-3235, Apoptone) ранее исследовался для лечения рака предстательной железы и рака молочной железы.